# العلاقات السودانية السورينامية
العلاقات السودانية السورينامية هي العلاقات الثنائية التي تجمع بين السودان وسورينام.

## مقارنة بين البلدين
هذه مقارنة عامة ومرجعية للدولتين:
| وجه المقارنة                                              | السودان                     | سورينام                        |
| --------------------------------------------------------- | --------------------------- | ------------------------------ |
| المساحة (كم2)                                             | 1.89 مليون                  | 163.27 ألف                     |
| عدد السكان (نسمة)                                         | 40.53 مليون                 | 563.40 ألف                     |
| الكثافة السكانية (ن./كم²)                                 | 21.44                       | 3.45                           |
| العاصمة                                                   | الخرطوم                     | باراماريبو                     |
| اللغة الرسمية                                             | اللغة العربية، لغة إنجليزية | اللغة الهولندية                |
| العملة                                                    | جنيه سوداني                 | دولار سورينامي، غيلدر سورينامي |
| الناتج المحلي الإجمالي (بليون دولار)                      | 117.49 مليار                | 3.32 مليار                     |
| الناتج المحلي الإجمالي (تعادل القوة الشرائية) بليون دولار | 176.55 مليار                | 9.07 مليار                     |
| الناتج المحلي الإجمالي الاسمي للفرد دولار أمريكي          | 2.41 ألف                    | 9.48 ألف                       |
| الناتج المحلي الإجمالي للفرد دولار أمريكي                 | 4.07 ألف                    | 16.64 ألف                      |
| مؤشر التنمية البشرية                                      | 0.479                       | 0.714                          |
| رمز المكالمات الدولي                                      | +249                        | +597                           |
| رمز الإنترنت                                              | سودان                       | .sr                            |
| المنطقة الزمنية                                           | ت ع م+03:00، ت ع م+02:00    | 00                             |

## منظمات دولية مشتركة
يشترك البلدان في عضوية مجموعة من المنظمات الدولية، منها:
| علم المنظمة | اسم المنظمة                                 | تاريخ انضمام السودان | تاريخ انضمام سورينام |
| ----------- | ------------------------------------------- | -------------------- | -------------------- |
|             | منظمة التعاون الإسلامي                      | ?                    | ?                    |
|             | الاتحاد البريدي العالمي                     | ?                    | ?                    |
|             | يونسكو                                      | 26 نوفمبر 1956       | 16 يوليو 1976        |
|             | البنك الدولي للإنشاء والتعمير               | 5 سبتمبر 1957        | 27 يونيو 1978        |
|             | وكالة ضمان الاستثمار متعدد الأطراف          | 7 نوفمبر 1991        | 2 يوليو 2003         |
|             | الاتحاد الدولي للاتصالات                    | 23 أكتوبر 1957       | 15 يوليو 1976        |
|             | منظمة الشرطة الجنائية الدولية               | ?                    | ?                    |
|             | مؤسسة التمويل الدولية                       | 21 أكتوبر 1960       | 1 سبتمبر 2011        |
|             | الأمم المتحدة                               | 12 نوفمبر 1956       | 4 ديسمبر 1975        |
|             | مجموعة دول أفريقيا والكاريبي والمحيط الهادئ | ?                    | ?                    |
|             | منظمة حظر الأسلحة الكيميائية                | ?                    | ?                    |

## وصلات خارجية
- موقع وزارة الخارجية السودانية
- موقع وزارة الخارجية السورينامية